# سلطان المديرس
سلطان حبيب المديرس مواليد 17 ديسمبر 1997 في السعودية، هو لاعب كرة قدم سعودي يلعب في نادي القارة.

## مسيرة اللاعب
لعب لنادي الفتح ونادي النجوم ونادي القارة.